# Primeira Divisão 1997-1998
La Primeira Divisão 1997-1998 è stata la 60ª edizione della massima serie del campionato portoghese di calcio e si è conclusa con la vittoria del Porto, al suo diciassettesimo titolo.
Capocannoniere del torneo è stato Mário Jardel (Porto) con 26 reti.

## Classifica finale
|    | Classifica           | Pt | G  | V  | N  | P  | GF | GS |
| -- | -------------------- | -- | -- | -- | -- | -- | -- | -- |
| 1  | Porto                | 77 | 34 | 24 | 5  | 5  | 75 | 38 |
| 2  | Benfica              | 68 | 34 | 20 | 8  | 6  | 62 | 29 |
| 3  | Vitória Guimarães    | 59 | 34 | 17 | 8  | 9  | 42 | 25 |
| 4  | Sporting             | 56 | 34 | 15 | 11 | 8  | 45 | 33 |
| 5  | Marítimo             | 56 | 34 | 16 | 8  | 10 | 44 | 35 |
| 6  | Boavista             | 55 | 34 | 15 | 10 | 9  | 54 | 31 |
| 7  | Estrela Amadora      | 50 | 34 | 14 | 8  | 12 | 42 | 41 |
| 8  | Salgueiros           | 49 | 34 | 13 | 10 | 11 | 48 | 44 |
| 9  | Rio Ave              | 46 | 34 | 12 | 10 | 12 | 43 | 43 |
| 10 | Braga                | 45 | 34 | 11 | 12 | 11 | 48 | 49 |
| 11 | Campomaiorense       | 40 | 34 | 11 | 7  | 16 | 53 | 58 |
| 12 | Leça                 | 38 | 34 | 10 | 8  | 16 | 29 | 52 |
| 13 | Vitória Setúbal      | 37 | 34 | 10 | 7  | 17 | 38 | 43 |
| 14 | Farense              | 37 | 34 | 8  | 13 | 13 | 41 | 50 |
| 15 | Académica de Coimbra | 36 | 34 | 8  | 12 | 14 | 27 | 41 |
| 16 | Chaves               | 35 | 34 | 10 | 5  | 19 | 31 | 55 |
| 17 | Varzim               | 29 | 34 | 6  | 11 | 17 | 26 | 51 |
| 18 | Belenenses           | 24 | 34 | 5  | 9  | 20 | 22 | 52 |

### Verdetti
- Porto campione di Portogallo 1998-1998.
- Porto qualificato alla fase a gironi della UEFA Champions League 1998-1999,  Benfica qualificato ai preliminari.
- Vitória Guimarães,  Sporting Lisbona e  Marítimo qualificate al primo turno della Coppa UEFA 1998-1999.
- Leça,  Varzim e  Belenenses retrocesse in Segunda Liga 1998-1999.

## Classifica marcatori
| Gol |  |  | Giocatore           | Squadra           |
| --- |  |  | ------------------- | ----------------- |
| 26  |  |  | Mário Jardel        | Porto             |
| 18  |  |  | Nuno Gomes          | Benfica           |
| 16  |  |  | Kwame Ayew          | Boavista          |
| 14  |  |  | Isaías              | Campomaiorense    |
| 14  |  |  | Mladen Karoglan     | Braga             |
| 13  |  |  | Nandinho            | Salgueiros        |
| 12  |  |  | Gilmar Estevan      | Vitória Guimarães |
| 12  |  |  | Constantino Jardim  | Leça              |
| 12  |  |  | Artur Jorge Vicente | Sporting Lisbona  |
| 11  |  |  | Vali Gasimov        | Vitória Setúbal   |
| 11  |  |  | Alex Bunbury        | Marítimo          |